# Jewgienij Szyriajew
Jewgienij Szyriajew, ros. Евгений Ширяев, ukr. Євген Юрійович Ширяєв, Jewhen Jurijowycz Szyriajew (ur. 22 lutego 1984 we wsi Uspeniwka, w obwodzie odeskim) – kazachski piłkarz pochodzenia ukraińskiego, grający na pozycji bramkarza. W marcu 2014 zmienił obywatelstwo na kazachskie.

## Kariera piłkarska

### Kariera klubowa
Wychowanek DJuSSz Białogród nad Dniestrem, a potem UFK Dniepropetrowsk. W 2000 rozpoczął karierę piłkarską w trzeciej drużynie Dnipra Dniepropetrowsk, skąd przeniósł się do rodzimego zespołu Tyras-2500 Białogród nad Dniestrem. Na początku 2001 przeszedł do Czornomorca Odessa. Przez długi czas był zmiennikiem Witalija Rudenki. W sezonie 2011/12 bronił barw Desny Czernihów. Latem 2012 przeniósł się do Zirki Kirowohrad. Podczas przerwy zimowej sezonu 2013/14 wyjechał do Kazachstanu, gdzie został piłkarzem Kajsaru Kyzyłorda.

### Kariera reprezentacyjna
Występował w młodzieżowej reprezentacji Ukrainy. Łącznie rozegrał 15 gier.

## Sukcesy
- mistrz Perszej lihi: 2007/08
- wicemistrz Mistrzostw Europy U-21: 2006